# Тоур д'Ерерац (Долина Аосте)
Тоур д'Ерерац је насеље у Италији у округу Долина Аосте, региону Долина Аосте.
Према процени из 2011. у насељу је живело 81 становника. Насеље се налази на надморској висини од 575 м.